# Lucanus thibetanus
Lucanus thibetanus là một loài bọ cánh cứng trong họ Lucanidae. Loài này được Planet mô tả khoa học năm 1898.